# Mussolini Speaks
Mussolini Speaks é um documentário de 1933 que destaca os primeiros dez anos do governo de Benito Mussolini como primeiro-ministro da Itália. O filme, narrado por Lowell Thomas, de uma emissora de rádio americana, inclui imagens da Marcha dos Fascistas em Roma, o Tratado de Latrão entre a Itália e a Santa Sé, projetos de engenharia na Itália e no norte da África e trechos de discursos de Mussolini.
Na ocasião de seu lançamento, a Columbia Pictures, em anúncio na revista Variety, justificou a produção do filme como o fascismo podendo ser "uma resposta aos problemas americanos".
Mussolini Speaks foi produzido e distribuído pela Columbia Pictures e arrecadou um milhão de dólares nos EUA.